# Awenne
Awenne (en wallon Nauwin.ne) est une section et un village de la ville belge de Saint-Hubert située en Région wallonne dans la province de Luxembourg.

## Étymologie
Le nom d’Awenne trouve son origine dans le nom wallon Nauwinne.

## Évolution démographique
- Source: DGS, 1831 à 1970=recensements population, 1976= habitants au 31 décembre
- 1877: Scission de Mirwart (12,85 km² et 337 habitants) qui redevient une commune à part entière

## Histoire

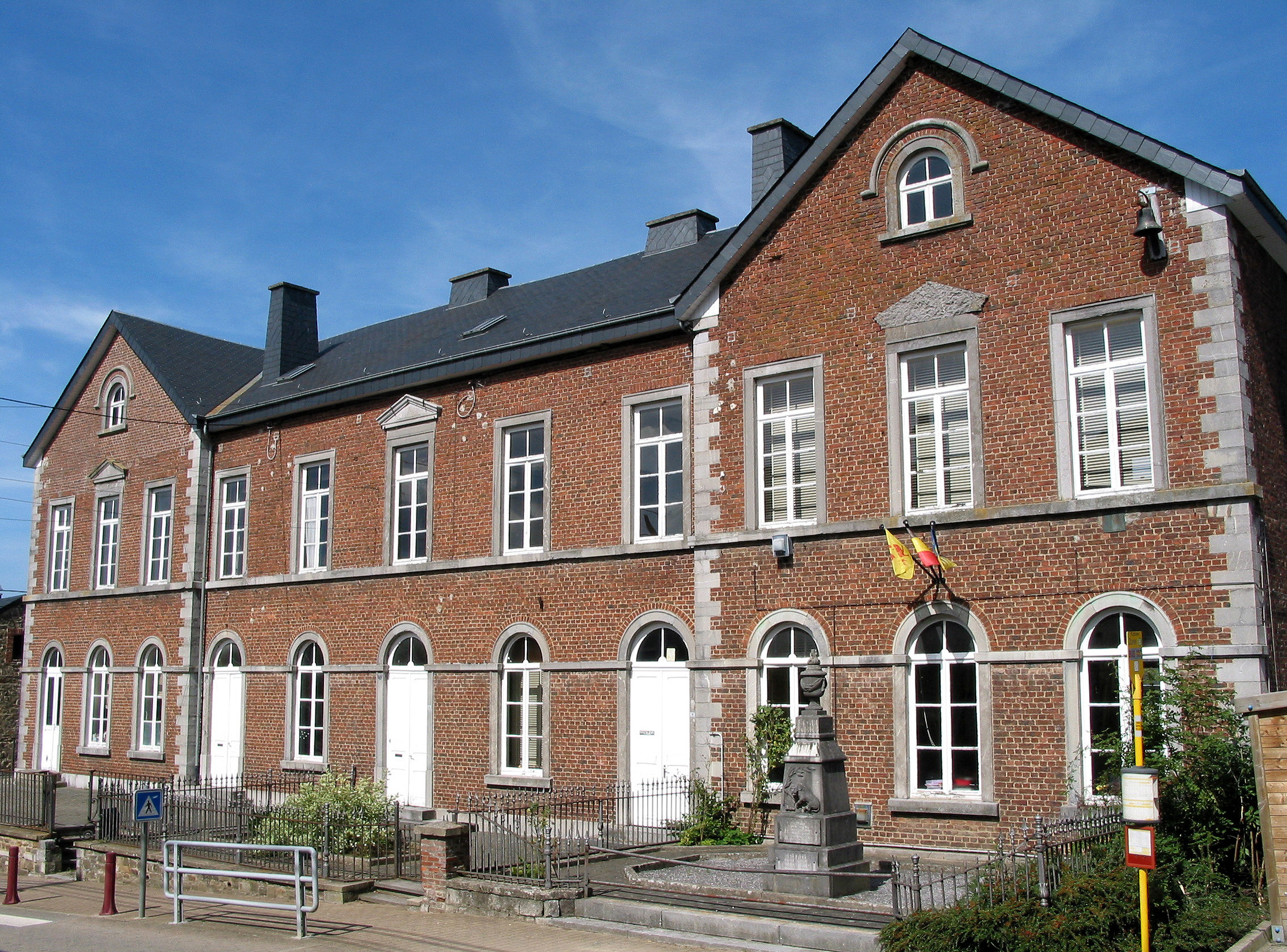
L’ancienne maison communale.

Le nom du village est mentionné dès le Moyen Âge dans les sources historiques médiévales.
Awenne était une mairie du département de Sambre-et-Meuse sous le régime français.
Elle fut transférée à la province de Luxembourg après 1839. Mirwart fit partie de la commune d'Awenne de 1823 à 1877.
Vers 1900, le village était un centre important de l'industrie sabotière en province de Luxembourg. L'industrie sabotière aurait été implantée dans la région par deux Français.
À la fusion des communes de 1977, la commune fut intégrée à celle de Saint-Hubert.

## Patrimoine
- Église Saint-Martin. Édifice de style néo-gothique, alliant grès et pierre calcaire sous toit d'ardoises, construit en 1881-1882 sur les plans de l'architecte Eugène Carpentier (1819-1886)[2]. Il remplace un édifice datant de la fin du XVIIIe siècle. Restauration en 1923 sous la direction de l'architecte Croquet.
  - Patrimoine classé : maître-autel avec statue de Saint Sébastien de l'église Saint-Martin[3].
- 8 fontaines en fonte datant de la fin des années 1860, elles furent construites pour amener de l'eau afin de contrer les incendies de cette époque.

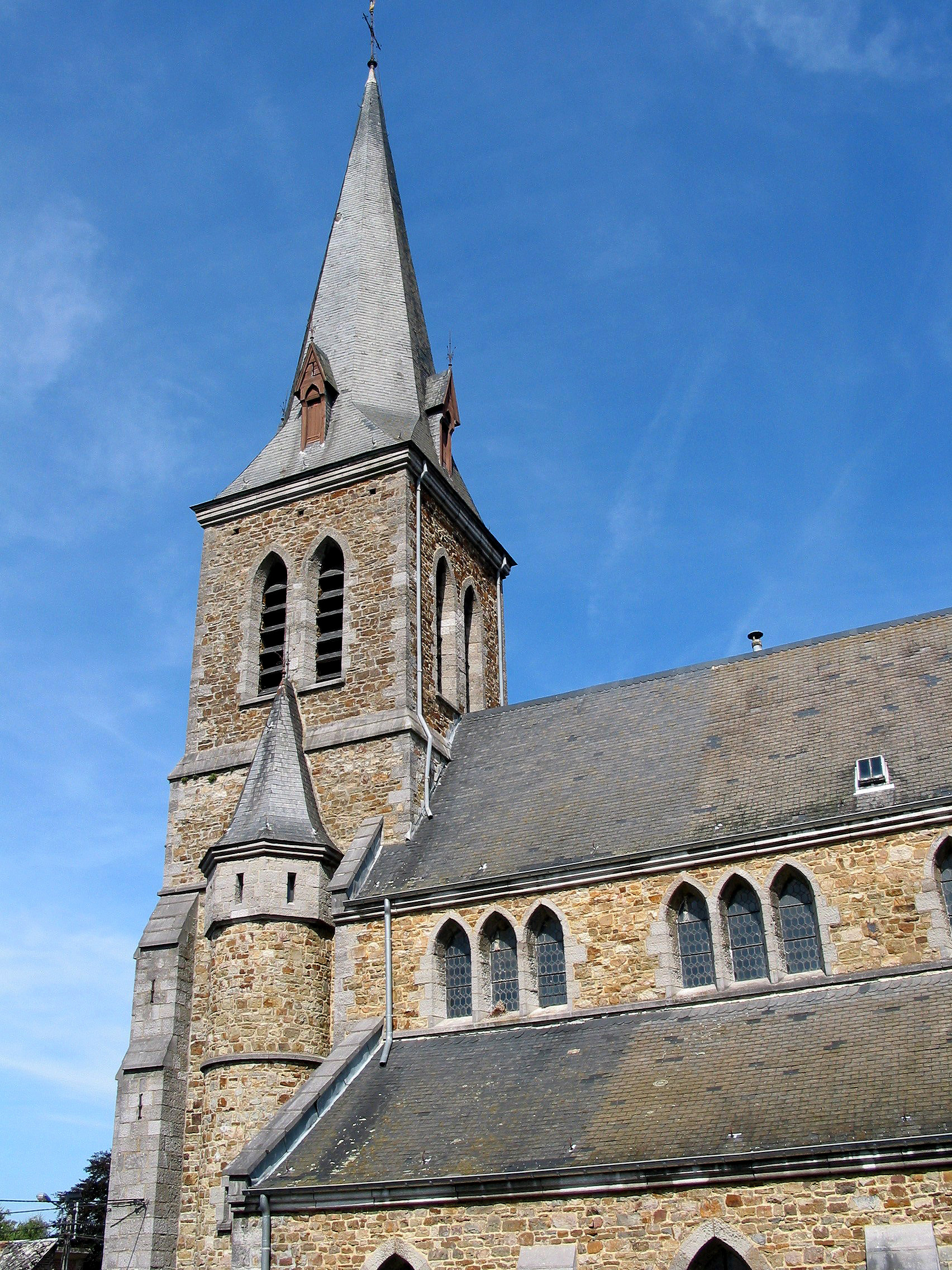
L'église Saint-Martin (1882).
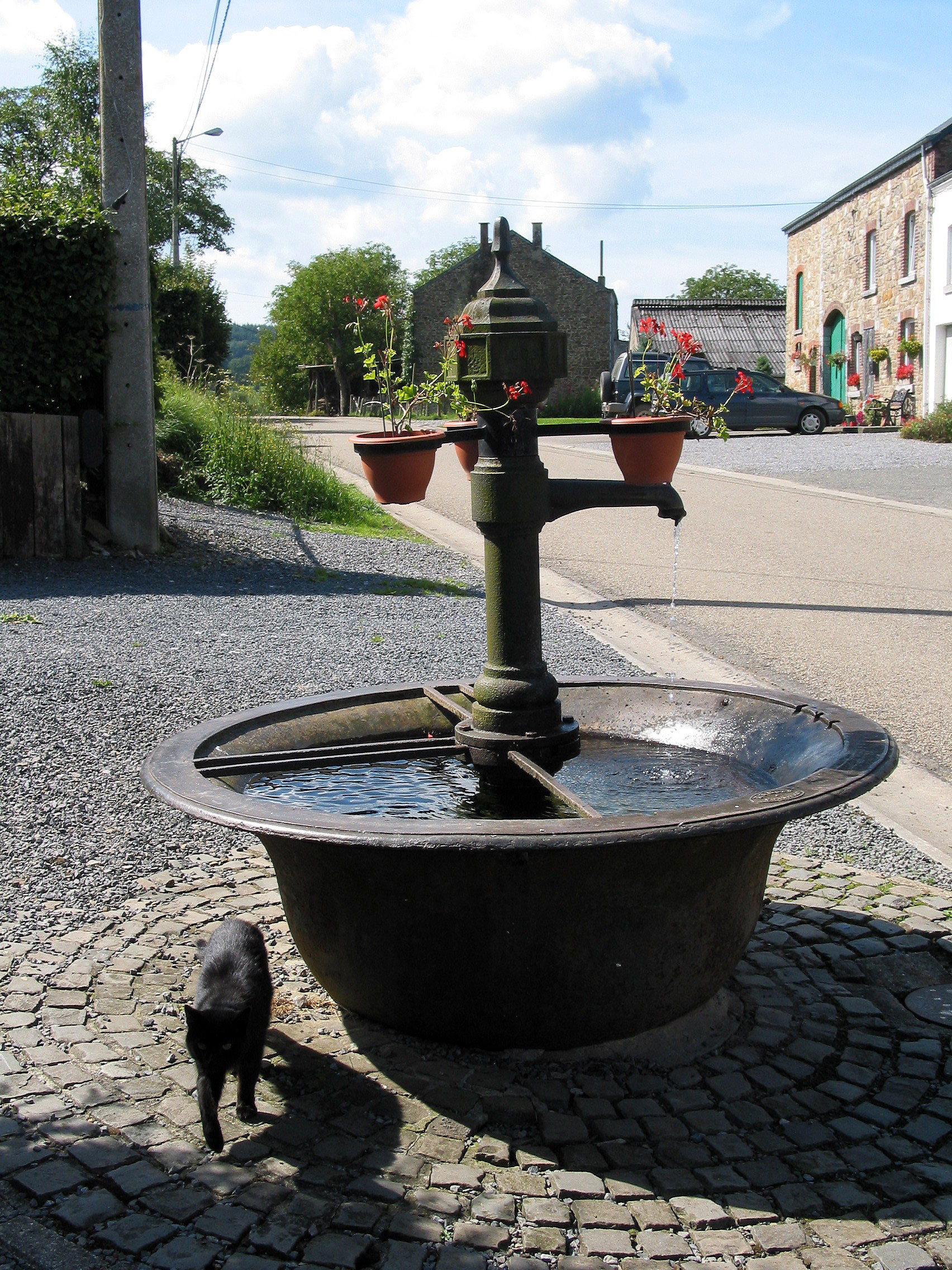
Une des 8 fontaines du village.
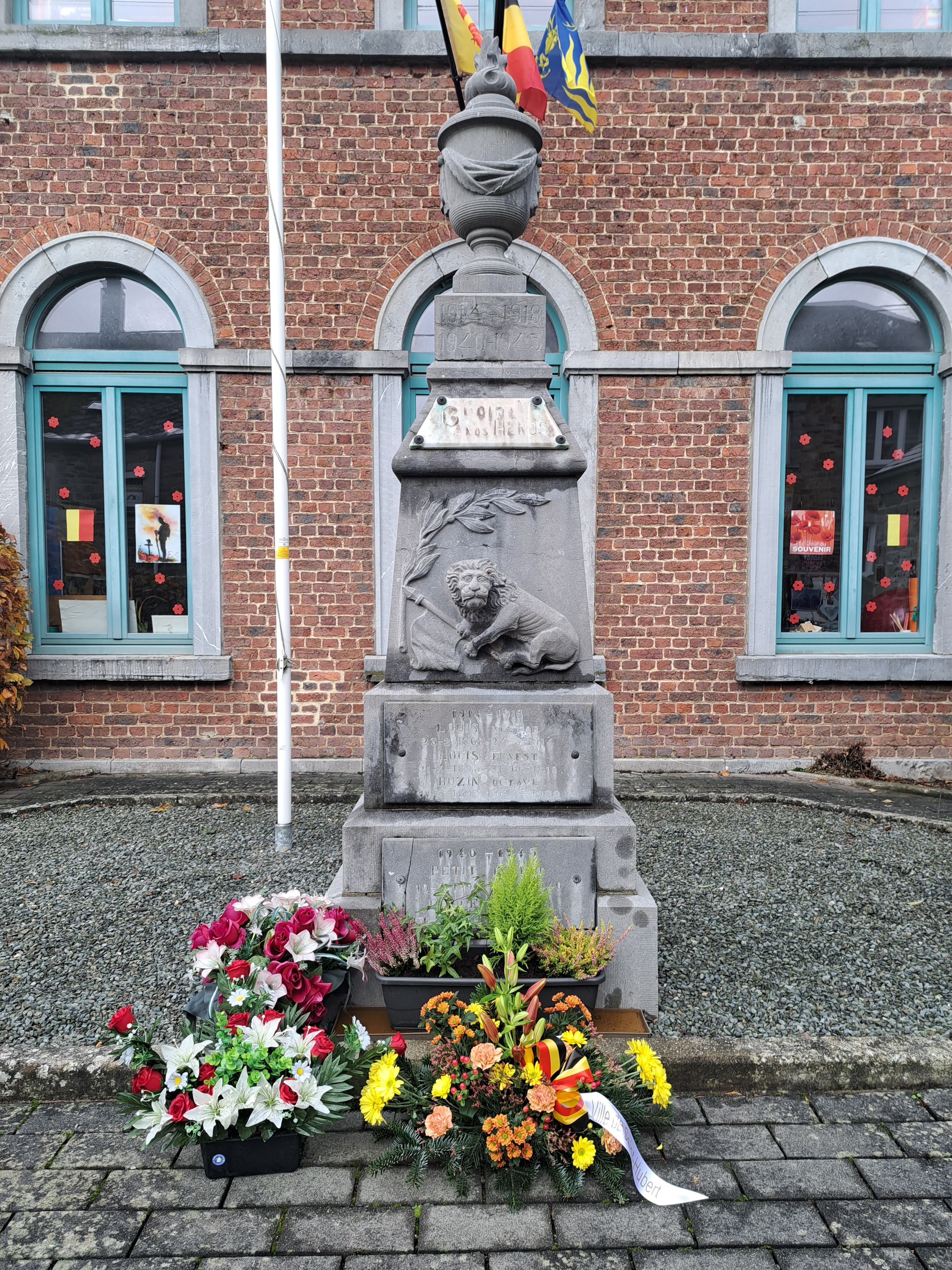
Monument aux morts devant l'école.

## Personnalités
- Joseph Calozet, écrivain wallon, est né à Awenne le 20 décembre 1883 et y est mort le 3 mai 1968.
- Liliane Balfroid-Duvivier, créatrice de la dictée du Balfroid et chevalier du mérite wallon, a passée sa scolarité à l'école primaire d'Awenne.